# Patrick Vandersande
Patrick Vandersande (1971) is een Belgisch acteur. 
Van 2003 tot 2011 vertolkte Vandersande de rol van modeontwerper Mario Van de Caveye in de Vlaamse soapserie Familie. Daarnaast speelde hij enkele gastrollen, onder meer in Zone Stad.

## Televisiewerk
- De Kotmadam (1993), 1 afl.
- Flikken Gent (2008), 1 afl.
- Dag & Nacht: Hotel Eburon (2010), 1 afl.
- Familie (2003-2011), ca. 2000 afl.
- Zone Stad (2005-2012), 4 afl.